# Camelot (TV serija)
Camelot je irsko/kanadsko/britanska televizijska serija koja se u prvoj sezoni, od 25. veljače do 10. lipnja 2011. godine, prikazivala na američkom televizijskom kanalu Starz. Radnja serije odvija se u 5. stoljeću kada se Britanija oslobodila od Rimskog Carstva, a bazirana je na legendi o Kralju Arthuru.

## Radnja serije
Kralj Uther iznenada umire, a Velikoj Britaniji prijete veliki neredi. Čarobnjak Merlin na tron postavlja mladog i nepoznatog Utherovog sina i nasljednika Arthura, koji je od rođenja odgajan u običnoj seljačkoj obitelji. Arthurova polusestra Morgan ima drugačije planove i svim silama se bori da postane kraljica. Arthura očekuje vrlo teško vrijeme u kojemu će biti testiran do svojih krajnjih granica.